# Тереклав
Терекла́в (также без названия; укр. Тереклав, крымскотат. Tereklav, Тереклав) — маловодная балка на юго-западном берегу Крыма, на территории Симферопольского и Сакского районов Крыма. Длина водотока 11,0 километров, площадь водосборного бассейна — 63,5 км².

## География
Исток балки находится у села Александровка, пролегает в западном направлении. Впадает в озеро Богайлы на побережье Каламитского залива Чёрного моря в селе Фрунзе. Овраг проходит по последней куэсте Внешней гряды Крымских гор, но водохозяйственные документы относят Тереклав к рекам Степного Крыма. У балки один безымянный приток, длиной менее 5 километров, водоохранная зона установлена в 100 м.

## Название
Тюркское слово «Тереклав» состоит из двух частей: терек — тополь и лав — аффикс обладания, т.е, место с тополями.
Название Тереклав фигурирует только на карте 1842 года и топонимических работах Игоря Белянского. На километровой карте Генштаба Красной армии 1941 года водоток подписан, как овраг Багыйлы. В современных официальных документах фигурирует балка без названия.